# Pina Bausch
Philippine "Pina" Bausch, nemška plesalka, pedagoginja, koreografinja, direktorica plesnega gledališča v Wuppertalu (Tanztheater Pina Bausch), * 27. julij 1940, Solingen, Nemčija, † 30. junij 2009, Wuppertal, Nemčija. 

## Zgodnje obdobje
Rodila se je v mestu Solingen blizu Düsseldorfa, kot tretji in najmlajši otrok Augusta in Anite Bausch. Starša sta bila lastnika gostilne in majhnega hotela.

## Kariera
Leta 1955 je začela obiskovati baletno šolo (Folkwangschule) v Essnu, ki jo je vodil koreograf Kurt Jooss, eden od utemeljiteljev nemškega izraznega plesa. 
Po končani izobrazbi je pridobila štipendijo in leta 1959 nadaljevala šolanje v New Yorku na Julliardu, kjer so jo med drugimi poučevali tudi Anthony Tudor, José Limón in Paul Taylor. V New Yorku je nastopala s plesnim ansamblom Paul Sanasardo in Donya Feuer ter postala članica Metropolitan Opera Ballet Company.
Leta 1962 se je Pina kot solistka pridružila Joossovem Folkwang Ballett-u in asistirala Joossu pri več koreografskih delih. Svojo prvo koreografijo Fragment je predstavila leta 1968. Leta 1969 je nasledila Jossa kot umetniškega vodjo, leta 1972 pa postala umetniški vodja takratnega Wuppertal Opera Ballet, ki se je kasneje preimenoval v Tanztheater Pina Bausch. Ansambel ima velik repertoar in redno gostuje na velikih odrih po vsem svetu. Tematiko medsebojnega vpliva moški-ženska najdemo v večini njenih del, ki so bila tudi navdih za film režiserja Pedra Almodóvarja Talk to Her, ki je dosegel širše občinstvo. Dela Pine Bausch so sestavljena iz krajših enot (dialoga in dejanje), pogosto surrealne narave. Ponavljanje je pomembno sestavno sredstvo. Njena večpredstavnostna produkcija pogosto vsebuje dovršene nize in izbrano glasbo. V delu Masurca Fogo polovico odra zaseda ogromna skala, glasbeni del pa vključuje vse od portugalske glasbe do K. D. Lang.
Leta 1983 je odigrala vlogo princese Lherimie v filmu Federica Fellinija And the Ship Sails On.

## Osebno življenje
Pina Bausch je bila poročena z Nizozemcem Rolfom Borzikom, scenografom in kostumografom, ki je umrl leta 1980 za levkemijo. Leto za tem je njen življenjski sopotnik in oče njunega sina Rolfa-Salomona postal Ronald Kay.

## Nagrade
Med nagradami, ki jih je prejela so britanska nagrada Laurencea Olivierja in japonska nagrada mesta Kjoto. Leta 2008 jo je mesto Frankfurt nagradilo s prestižno Goethejevo nagrado.

## Smrt
Pina Bausch je umrla v Wuppertalu zaradi neozdravljive oblike raka, samo pet dni po diagnozi.
S svojim delom je odločilno vplivala na razvoj plesa v drugi polovici 20. stoletja.